# هفت رکن حکمت
هفت رکن حکمت شرحی زندگینامه‌ای از تجربیات سرباز انگلیسی توماس لورنس (لارنس عربستان) در سال‌های ۱۹۱۶ تا ۱۹۱۸ است که در این دوران به‌عنوان افسر رابط با نیروهای شورشی در طی شورش اعراب علیه ترک‌های عثمانی خدمت می‌کرد.
این کتاب در فوریهٔ ۱۹۲۲ تکمیل شده‌بود؛ اما برای اولین‌بار در دسامبر ۱۹۲۶ منتشر شد.

## عنوان
این عنوان از کتاب امثال سلیمان نبی (امثال ۹:۱الگو:آیه کتاب مقدس به‌همراه کتاب نامعتبر) گرفته شده‌است: «حکمت خانه خود را ساخت و هفت رکن خود را تراشید» (نسخه شاه جیمز). پیش از جنگ جهانی اول، لورنس کار بر روی کتابی علمی دربارهٔ هفت شهر بزرگ خاورمیانه (قاهره، سمورنا، بیروت، حلب، دمشق، استانبول و مدینه) را آغاز کرده بود که عنوان هفت رکن حکمت را برای آن انتخاب کرد. هنگامی که جنگ آغاز شد هنوز ناقص بود و لورنس اظهار داشت که او در نهایت نسخه خطی را نابود کرده‌است، اگر چه او مشتاق بود که از عنوان اصلی هفت رکن خود حکمت برای کار بعدی خود استفاده کند. این کتاب بالاجبار سه بار بازنویسی شد، یک بار در پی از دست دادن نسخه خطی در قطار در ردینگ. از هفت رکن، «... و سپس همه چیز به جز مقدمه و پیش نویس کتاب‌های ۹ و ۱۰ در ایستگاه ریدینگ، هنگام تغییر قطار، از دست رفت. این مربوط به کریسمس سال ۱۹۱۹ می‌شود.» (ص. ۲۱)

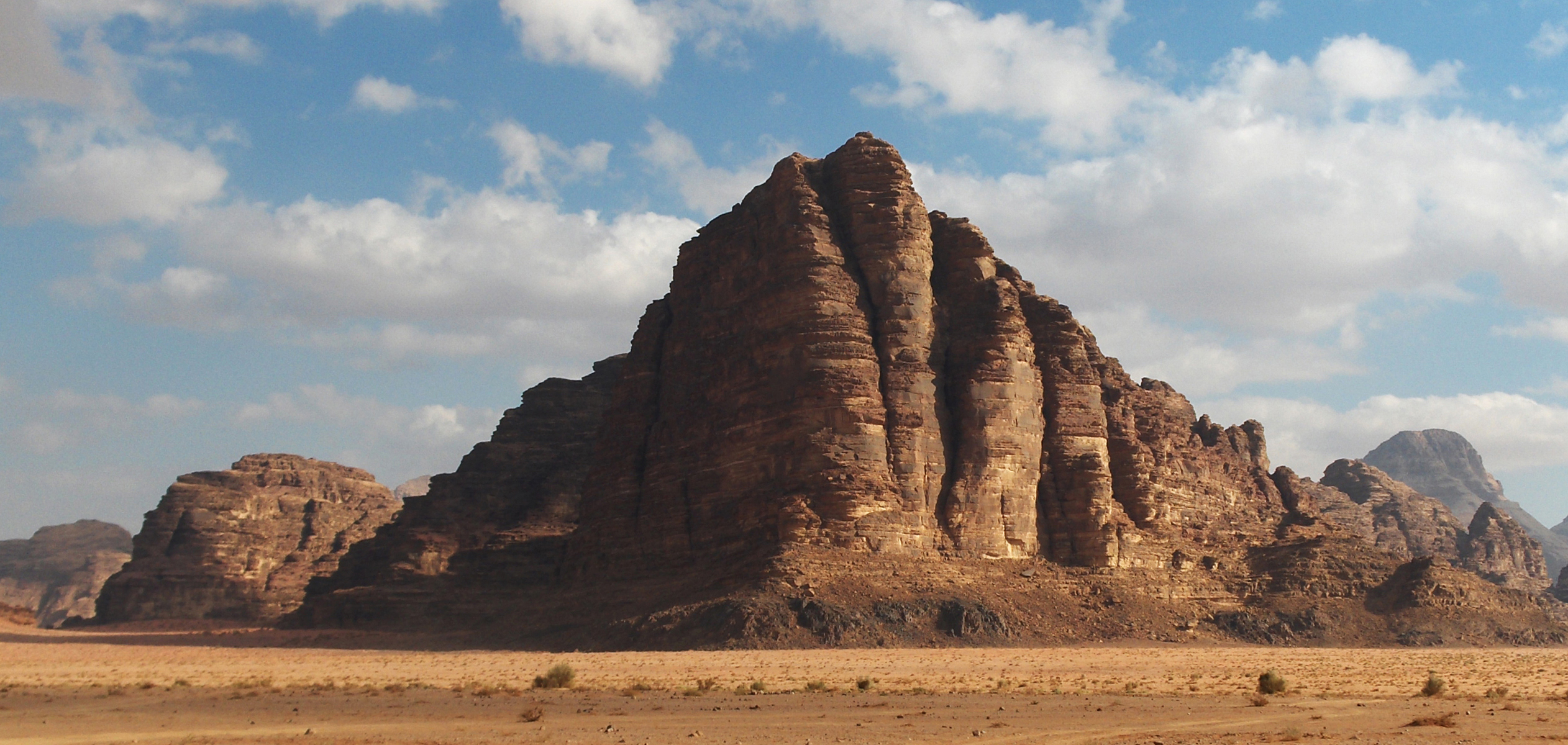
سازهٔ سنگی «هفت رکن» در وادی رم

هفت رکن حکمت شرح خودگفتهٔ زندگینامه‌ای از تجربیات وی در طی شورش اعراب در سالهای ۱۹۱۶–۱۹۱۸ است، زمانی که لورنس به عنوان عضوی از نیروهای انگلیس در شمال آفریقا در وادی رام اردن مستقر بود. وی با حمایت امیر فیصل و قبایل وی حملاتی را علیه نیروهای عثمانی از عقبه در جنوب تا دمشق در شمال ساماندهی کرد. بسیاری از مناطق داخل منطقه وادی رام برای جذب گردشگر به نام لورنس نامگذاری شده‌اند، هرچند شواهد کمی وجود دارد یا هیچ ارتباطی ببین وی و هیچ‌یک از این مکانها وجود ندارد، از جمله سازه‌های صخره ای نزدیک ورودی که اکنون به «هفت رکن» معروف است.
گمانه زنی‌هایی پیرامون وقف کتاب به یک فرد خاص یا به کل نژاد عرب وجود دارد که مبتنی بر شعری است که توسط لورنس سروده شده و رابرت گریوز آن را ویرایش کرده‌است. آن شعر این‌چنین آغاز می‌شود، "به اس. ای"، احتمالاً به معنای سلیم احمد، یک پسر جوان عرب از سوریه باشد که لورنس بسیار او را دوست داشت. احمد، احتمالاً بر اثر حصبه در ۱۹سالگی، چند هفته قبل از حمله برای آزادسازی دمشق درگذشت. لورنس چند روز قبل از ورود به دمشق خبر مرگ او را دریافت کرد.

## نسخه‌های خطی و چاپی
لورنس در طول دوره مشارکت خود در شورش یادداشت‌های گسترده‌ای را نگهداری کرد. او کار پاک‌نویس را در نیمه اول سال ۱۹۱۹ هنگامی که برای کنفرانس صلح در پاریس بود شروع کرد و بعداً همان تابستان، هنگامی که به مصر رفت، آن را ادامه داد. در دسامبر سال ۱۹۱۹، وی پیش نویس منصفانه‌ای از ده کتاب تشکیل دهنده هفت رکن حکمت داشت اما هنگامی که کیفش را در هنگام تغییر قطار در ایستگاه راه‌آهن ریدینگ زدند، آن را از دست داد (به جز دو کتاب مقدمه و آخرین کتاب). روزنامه‌های ملی مردم را از گم شدن «نسخه خطی قهرمان» آگاه کردند، اما بی‌فایده بود. پیش نویس گم شد بود و پیدا نشد. لورنس از این نسخه به عنوان «متن اول» یاد می‌کند و می‌گوید اگر این نسخه منتشر می‌شد، حدود ۲۵۰٫۰۰۰ کلمه طول داشت.
در اوایل سال ۱۹۲۰، لورنس وظیفه دلهره آور بازنویسی را به همان اندازه که از نسخه اول به خاطر داشت شروع کرد. او که فقط از روی حافظه کارش را جلو می‌برد (با تکمیل قسمت‌های مربوط به متن اول بسیاری از یادداشت‌های خود را که در زمان جنگ نابود کرده‌بود، توانست «متن دوم» را که ۴۰۰٫۰۰۰ کلمه طول دارد، در مدت سه ماه تکمیل کند. لورنس این نسخه را از نظر ادبی «ناامیدکنندهٔ بد» توصیف کرد، اما از نظر تاریخی «کاملاً کامل و دقیق» بود. این نسخه خطی، تحت عنوان لورنس «شورش عربی»، توسط مرکز هری رانسوم همراه با نامهٔ تأییدی از برادر لورنس که آن را به عنوان اولین نسخه خطی باقی مانده از هفت رکن حکمت تأیید می‌کند آماده شد.
لورنس با متن دوم جلوی خود، کار بر روی نسخه جلا داده شده ("متن سوم") را در لندن، جده و امان در طی سال ۱۹۲۱ آغاز کرد. لورنس این متن را که ۳۳۵٫۰۰۰ کلمه بود در فوریه ۱۹۲۲ کامل کرد.
وی برای از بین بردن هرگونه خطر از دست دادن دوباره نسخه خطی و در اختیار داشتن نسخه‌هایی که بتواند به صورت خصوصی به منتقدان نشانشان دهد، تایپ کتاب را در نظر گرفت. با این حال، او کشف کرد که تهیه انواع متن و چاپ آن در یک دستگاه تصحیح در چاپ آکسفورد تایمز ارزان‌تر است. فقط هشت نسخه تولید شد که از این تعداد شش نسخه زنده مانده‌است. در اصطلاح کتابشناختی، نتیجه نخستین «چاپ» هفت رکن بود (زیرا متن در چاپخانه تکثیر شد). با این حال، از نظر حقوقی، این موارد جایگزین برای حروفچینی منتشر نشده‌اند. لورنس مالکیت همه نسخه‌ها را حفظ کرد و افرادی را که مجاز به خواندن آن‌ها بودند انتخاب کرد. این چاپ به «متن آکسفورد» هفت رکن معروف شد. به عنوان یک متن، ابداً رضایت‌بخش نیست زیرا لورنس توانایی تصحیح دقیق را نداشت؛ بنابراین شامل اشتباهات رونویسی بی‌شماری است و در مکان‌های خطوط و حتی پاراگراف‌ها اشتباه دارد. وی پنج نسخه از آن را اصلاح و محدود کرد. (در سال ۲۰۰۱، آخرین باری که یکی از این چاپ‌های گسترده به بازار عرضه شد، تقریباً یک میلیون دلار در حراجی به فروش رسید) لورنس آن را به جای سوزاندن نسخه خطی، به کتابخانه بادلین در آکسفورد ارائه داد.
در اواسط سال ۱۹۲۲، لورنس در یک آشفتگی شدید روانی به سر می‌برد: عواقب روانشناختی جنگ و همچنین خستگی وی از تلاش‌های ادبی سه سال گذشته، سرخوردگی از سازش همرزمان عرب و حضور مکرر در اذهان عمومی به عنوان یک «قهرمان ملی» این وضعیت را رقم زده بود. در این زمان بود که وی مجدداً با نام مستعار در نیروهای مسلح نام‌نویسی کرد، بیشتر در نیروی هوایی سلطنتی، همان‌طور که در کتاب خود به نام ضرابخانه به آن اشاره می‌کند. دوستانش که نگران وضعیت روحی او بودند و مشتاق خواندن داستانش توسط عموم مردم بودند، او را متقاعد کردند که نسخه مختصر هفت رکن را تولید کند تا هم به عنوان یک تحریک فکری و هم منبع درآمد مورد استفاده‌اش باشد. در شبهای غیروظیفه خود، او تصمیم گرفت متن ۱۹۲۲ که ۲۵۰٫۰۰۰ کلمه بود را برای نسخه مشترکان کوتاه کند.
نسخه مشترکین - در یک چاپ محدود در حدود ۲۰۰ نسخه، با یک طرح جلد بی نظیر، مجلل و دست‌ساز - در اواخر سال ۱۹۲۶، با زیرنویس A Triumph(یک پیروزی) منتشر شد. در لندن توسط روی منینگ پیک و هربرت جان هاجسون و با تصویرگری اریک کنینگتون، آگوستوس جان، پل نش، بلر هیوز استنتون و همسرش گرترود هرمس چاپ شد. کپی‌ها گاه‌گاهی در تجارت عتیقه در دسترس قرار می‌گیرند و می‌توانند به راحتی تا ۱۰۰٫۰۰۰ دلار آمریکا قیمت‌گذاری شوند. متأسفانه، هر کپی هزینه لورنس سه برابر سی سکه‌ای بود که مشترکین پرداخت کرده بودند.
نسخه مشترکین ۲۵٪ کوتاه‌تر از متن آکسفورد بود، اما لورنس به‌طور یکنواخت کوتاه نشد. حذف از کتاب‌های اولیه بسیار کمتر از کتاب‌های بعدی است: به عنوان مثال، کتاب اول ۱۷٪ کلمات خود را از دست داده و کتاب چهارم ۲۱٪، در حالی که برای کتاب‌های هشتم و نهم به ترتیب ۵۰٪ و ۳۲٪ از متن را ندارند. نظر منتقدان در مورد دو نسخه متفاوت بود: رابرت گریوز، فورستر و جورج برنارد شاو متن سال ۱۹۲۲ را ترجیح دادند (اگرچه از نظر حقوقی بعضی از قسمت‌ها را که می‌توانست افترا یا حداقل غیرمحرمانه باشند قابل حذف بودند). ، در حالی که ادوارد گارنت نسخه ۱۹۲۶ را ترجیح می‌داد.
گذشته از شایستگی‌های ادبی به کنار، تولید نسخه مشترکین باعث شده بود که لورنس با ورشکستگی روبرو شود. وی مجبور شد خلاصه‌سازی سختگیرانه‌تری را نیز باهدف تولید نسخه ای برای فروش به عموم مردم انجام دهد: این شورش ۱۹۲۷در صحرا بود، اثری با ۱۳۰٫۰۰۰کلمه: جورج برنارد شاو اظهار داشت «خلاصه ای از خلاصه» خالی‌از بی‌حرمتی نیست. با این وجود، با استقبال گسترده مردم و منتقدان روبرو شد، اکثریت قریب به اتفاق آن‌ها هرگز نسخه مشترکان نامحدود را ندیده و نخوانده بودند.
پس از انتشار نسخه مشترکین در سال ۱۹۲۶، لورنس اظهار داشت که هیچ مسئله دیگری از هفت رکن در طول زندگی او ساخته نخواهد شد. لورنس در ماه مه ۱۹۳۵، در سن ۴۶ سالگی در یک حادثه موتورسیکلت سواری کشته شد و پس از گذشت چند هفته از مرگ وی، خلاصه مقاله ۱۹۲۶ به‌صورت عمومی منتشر شد. متن اصلی آکسفورد در سال ۱۹۲۲ تا ۱۹۹۷ منتشر نشد، زمانی که به عنوان «بهترین متن» ویرایش شده توسط جرمی ویلسون از نسخه خطی در کتابخانه بادلین و نسخه اصلاح شده لورنس از نسخه ضد چاپ ۱۹۲۲ منتشر شد. ویلسون در ویرایش جدیدی که در سال ۲۰۰۳ منتشر شد، اصلاحات جزئی دیگری نیز انجام داد.

## دیدگاه‌های انتقادی
چارلز هیل، هفت رکن را «رمانی در وصف سفر تحت پوشش زندگی‌نامه» نامیده‌است و نسخه کاملاً شخصی لورنس از وقایع تاریخی توصیف‌شده در کتاب را به دست آورده‌است.
وینستون چرچیل به نقل از آگهی چاپ سال ۱۹۳۵ گفته‌است: «این کتاب به عنوان روایتی از جنگ و ماجراجویی غیرقابل تجربه، در ردهٔ بهترین کتاب‌هایی است که تاکنون به زبان انگلیسی نوشته شده‌است.»

## در فرهنگ عامه
فیلم لورنس عربستان (۱۹۶۲) از این کتاب اقتباس شده‌است.
«هفت رکن حکمت» عنوان آهنگی از گروه متال سبتان در مورد توماس لورنس است که در ژوئیه ۲۰۱۹ در آلبوم ذ گریت وار (The Great War به معنی نبرد عظیم) منتشر شد.

## نسخه‌های چاپ شده
- شابک ‎۰−۹۵۴۶۴۱۸−۰−۹ Seven Pillars of Wisdom, 1922, unabridged Oxford text.
- شابک ‎۰−۳۸۵−۴۱۸۹۵−۷ Seven Pillars of Wisdom, 1926, Subscribers' Edition text.
- شابک ‎۱−۵۶۶۱۹−۲۷۵−۷ Revolt in the Desert, 1927, abridgement.
- شابک ‎۰−۳۸۵−۰۷۰۱۵−۲ Seven Pillars of Wisdom, 1935, Jonathan Cape (London and Toronto) edition published shortly after Lawrence's death. Review saying "published this day" published 29 July 1935[۱۳]

1. ↑  Lawrence, T. E. (2008), Seven Pillars of Wisdom, Random House, pp. 16–, ISBN 978-0-09-951178-6
2. ↑  Letter from T. E. Lawrence to R. V. Buxton, 22 September 1923
3. ↑  Proverbs 9:1 biblehub.com, accessed 19 June 2018
4. ↑  The seven cities were Cairo, Smyrna, Constantinople, Beyrout, Aleppo, Damascus and Medina. Robert Graves, Lawrence and the Arabs, op.cit.
5. ↑  The Seven Pillars? بایگانی‌شده  در ۳۰ ژوئیه ۲۰۱۹ توسط Wayback Machine roughguides.com, accessed 19 June 2018
6. ↑  Robert Graves (op. cit) refers to this incident not as a misplacement but as a theft: "[Lawrence] has never imagined a political motive for the theft, but his friends have. They even whisper darkly that one day the lost text may reappear in certain official archives."
7. ↑   بایگانی‌شده  در ۵ دسامبر ۲۰۲۰ توسط Wayback MachineJeremy Wilson, author of Lawrence'sauthorised biography, also describes it as having been stolen. Jeremy Wilson: T. E. Lawrence STUDIES Seven Pillars of Wisdom- triumph and tragedy telstudies.org, accessed 19 June 2018
8. ↑  "T. E. Lawrence: An Inventory of His Collection at the Harry Ransom Center". norman.hrc.utexas.edu. Retrieved 2017-02-09.
9. ↑  Jeremy Wilson: T. E. Lawrence STUDIES Seven Pillars of Wisdom- triumph and tragedy بایگانی‌شده  در ۵ دسامبر ۲۰۲۰ توسط Wayback Machine telstudies.org, accessed 19 June 2018
10. ↑  "He was so keen to do things well that he actually spent £13,000 on the edition – the reproduction of the pictures alone cost him more than the subscriptions – leaving him £10,000 out of pocket." Graves, op. cit.
11. ↑  Grand Strategies; Literature, Statecreft, and World Order, Yale University Press, 2010, p. 8.
12. ↑  The (London) Times newspaper, page 6 of the issue in which crossword 1,761 appears! (on page 5)
13. ↑  (London) Observer, 29 July 1935, "How Lawrence of Arabia Saw Himself", by JB Firth